# Elecciones federales de México de 2021 en Jalisco
Elecciones federales de México de 2021 en Jalisco.
Las elecciones federales de México de 2021 en Jalisco se llevaron a cabo el domingo 6 de junio de 2021, y en ellas se renovaron los siguientes cargos de elección popular:
- 20 diputados federales. Miembros de la cámara baja del Congreso de la Unión. Veinte elegidos por mayoría simple. Todos ellos electos para un periodo de tres años a partir del 1 de agosto de 2021 con la posibilidad de reelección por hasta tres periodos adicionales.

## Resultados electorales

### Diputados federales por Jalisco

#### Diputados Electos
| Candidato                           | Partido | Distrito | Tipo de elección |
| ----------------------------------- | ------- | -------- | ---------------- |
| Gustavo Macías Zambrano             |         | 1        | Mayoría relativa |
| Martha Romo Cuéllar                 |         | 2        | Mayoría relativa |
| Desiderio Tinajero Robles           |         | 3        | Mayoría relativa |
| Taygete Irisay Rodríguez González   |         | 4        | Mayoría relativa |
| Bruno Blancas Mercado               |         | 5        | Mayoría relativa |
| Manuel Herrera Vega                 |         | 6        | Mayoría relativa |
| Alberto Villa Villegas              |         | 7        | Mayoría relativa |
| Mauro Garza Marín                   |         | 8        | Mayoría relativa |
| Rocío Corona Nakamura               |         | 9        | Mayoría relativa |
| Horacio Fernández Castillo          |         | 10       | Mayoría relativa |
| Claudia Delgadillo González         |         | 11       | Mayoría relativa |
| María Ascensión Álvarez Solís       |         | 12       | Mayoría relativa |
| Sergio Barrera Sepúlveda            |         | 13       | Mayoría relativa |
| María Leticia Chávez Pérez          |         | 14       | Mayoría relativa |
| Ana Laura Sánchez Velázquez         |         | 15       | Mayoría relativa |
| Laura Imelda Pérez Segura           |         | 16       | Mayoría relativa |
| Antonio de Jesús Ramírez Ramos      |         | 17       | Mayoría relativa |
| José Guadalupe Fletes Araiza        |         | 18       | Mayoría relativa |
| Luz Adriana Candelario Figueroa     |         | 19       | Mayoría relativa |
| María del Refugio Camarena Jauregui |         | 20       | Mayoría relativa |

#### Resultados
|  | 31.72 % |

|  | 23.29 % |

|  | 16.22 % |

|  | 14.04 % |

|  | 3.61 % |

|  | 2.44 % |

|  | 2.34 % |

|  | 1.61 % |

|  | 1.01 % |

|  | 0.99 % |

|  | 0.14 % |

|  | 2.52 % |

|  | 0.08 % |

|  | 100 % |

|  | 48.30 % |

## Resultados por distrito electoral

### Distrito 1. Tequila
|  | 40.61 % |

|  | 27.83 % |

|  | 25.11 % |

|  | 1.90 % |

|  | 1.45 % |

|  | 0.64 % |

|  | 2.44 % |

|  | 0.03 % |

|  | 100 % |

|  | 60.60 % |

### Distrito 2. Lagos de Moreno
|  | 38.71 % |

|  | 34.32 % |

|  | 13.45 % |

|  | 5.50 % |

|  | 2.34 % |

|  | 1.31 % |

|  | 1.30 % |

|  | 0.61 % |

|  | 2.40 % |

|  | 0.07 % |

|  | 100 % |

|  | 53.32 % |

### Distrito 3. Tepatitlán de Morelos
|  | 51.33 % |

|  | 23.54 % |

|  | 11.00 % |

|  | 3.95 % |

|  | 3.37 % |

|  | 2.59 % |

|  | 0.80 % |

|  | 0.35 % |

|  | 3.00 % |

|  | 0.06 % |

|  | 100 % |

|  | 49.19 % |

### Distrito 4. Zapopan
|  | 35.04 % |

|  | 29.57 % |

|  | 27.23 % |

|  | 2.50 % |

|  | 2.20 % |

|  | 0.87 % |

|  | 2.50 % |

|  | 0.09 % |

|  | 100 % |

|  | 43.06 % |

### Distrito 5. Puerto Vallarta
|  | 50.36 % |

|  | 27.83 % |

|  | 14.37 % |

|  | 2.09 % |

|  | 1.17 % |

|  | 1.02 % |

|  | 2.43 % |

|  | 0.05 % |

|  | 100 % |

|  | 47.12 % |

### Distrito 6. Zapopan
|  | 40.26 % |

|  | 28.16 % |

|  | 24.74 % |

|  | 2.01 % |

|  | 1.92 % |

|  | 0.65 % |

|  | 2.13 % |

|  | 0.14 % |

|  | 100 % |

|  | 44.28 % |

### Distrito 7. Tonalá
|  | 36.79 % |

|  | 31.79 % |

|  | 21.48 % |

|  | 3.13 % |

|  | 2.71 % |

|  | 1.17 % |

|  | 2.74 % |

|  | 0.19 % |

|  | 100 % |

|  | 38.30 % |

### Distrito 8. Guadalajara
|  | 39.13 % |

|  | 33.45 % |

|  | 20.97 % |

|  | 2.22 % |

|  | 1.42 % |

|  | 0.52 % |

|  | 2.22 % |

|  | 0.07 % |

|  | 100 % |

|  | 56.46 % |

### Distrito 9. Guadalajara
|  | 34.59 % |

|  | 30.37 % |

|  | 23.19 % |

|  | 3.12 % |

|  | 2.54 % |

|  | 2.31 % |

|  | 0.80 % |

|  | 2.97 % |

|  | 0.11 % |

|  | 100 % |

|  | 42.57 % |

### Distrito 10. Zapopan
|  | 43.95 % |

|  | 34.55 % |

|  | 16.64 % |

|  | 1.26 % |

|  | 1.18 % |

|  | 0.54 % |

|  | 1.78 % |

|  | 0.08 % |

|  | 100 % |

|  | 51.80 % |

### Distrito 11. Guadalajara
|  | 33.03 % |

|  | 31.50 % |

|  | 25.37 % |

|  | 3.68 % |

|  | 2.80 % |

|  | 0.83 % |

|  | 2.70 % |

|  | 0.08 % |

|  | 100 % |

|  | 46.31 % |

### Distrito 12. Santa Cruz de las Flores
|  | 36.68 % |

|  | 32.34 % |

|  | 23.12 % |

|  | 3.11 % |

|  | 1.52 % |

|  | 0.95 % |

|  | 2.18 % |

|  | 0.09 % |

|  | 100 % |

|  | 36.90 % |

### Distrito 13. Tlaquepaque
|  | 35.18 % |

|  | 31.52 % |

|  | 26.11 % |

|  | 2.10 % |

|  | 1.87 % |

|  | 0.98 % |

|  | 2.15 % |

|  | 0.08 % |

|  | 100 % |

|  | 45.29 % |

### Distrito 14. Guadalajara
|  | 33.52 % |

|  | 29.81 % |

|  | 28.47 % |

|  | 2.44 % |

|  | 2.25 % |

|  | 0.74 % |

|  | 2.69 % |

|  | 0.09 % |

|  | 100 % |

|  | 48.41 % |

### Distrito 15. La Barca
|  | 32.36 % |

|  | 27.69 % |

|  | 27.17 % |

|  | 4.19 % |

|  | 3.43 % |

|  | 2.61 % |

|  | 2.47 % |

|  | 0.09 % |

|  | 100 % |

|  | 49.62 % |

### Distrito 16. Tlaquepaque
|  | 35.90 % |

|  | 29.16 % |

|  | 25.00 % |

|  | 3.89 % |

|  | 1.90 % |

|  | 1.53 % |

|  | 2.54 % |

|  | 0.07 % |

|  | 100 % |

|  | 39.77 % |

### Distrito 17. Jocotepec
|  | 33.62 % |

|  | 28.66 % |

|  | 26.97 % |

|  | 4.20 % |

|  | 3.54 % |

|  | 0.51 % |

|  | 2.47 % |

|  | 0.04 % |

|  | 100 % |

|  | 57.23 % |

### Distrito 18. Autlán de Navarro
|  | 37.90 % |

|  | 28.62 % |

|  | 26.43 % |

|  | 2.03 % |

|  | 1.54 % |

|  | 0.42 % |

|  | 3.01 % |

|  | 0.06 % |

|  | 100 % |

|  | 56.76 % |

### Distrito 19. Ciudad Guzmán
|  | 32.57 % |

|  | 30.58 % |

|  | 26.88 % |

|  | 4.24 % |

|  | 1.86 % |

|  | 0.88 % |

|  | 3.01 % |

|  | 0.06 % |

|  | 100 % |

|  | 56.76 % |

### Distrito 20. Tonalá
|  | 32.75 % |

|  | 30.33 % |

|  | 28.19 % |

|  | 2.87 % |

|  | 2.21 % |

|  | 0.99 % |

|  | 2.56 % |

|  | 0.10 % |

|  | 100 % |

|  | 41.73 % |